# バドラ・グンバ
バドラ・ズラボヴィチ・グンバ（アブハズ語: Бадра Зураб-иԥа Гәынба、Badra Zurab-ipha Gwynba、ロシア語: Бадра Зурабович Гунба、1981年8月14日 - ）は、国際的に未承認のアブハジア共和国の政治家。現在、同国第6代大統領を務める。また同国副大統領（2020年 - 2025年）を務めた。

## 経歴
1981年8月14日、ソビエト連邦グルジア・ソビエト社会主義共和国アブハズ自治ソビエト社会主義共和国のスフミに生まれる。1998年にスフミ大学を卒業し、アブハジア国立大学で経済学の教員となった。2003年にはサラトフ国立農業大学で会計学と監査学の学位を取得した。
グンバは2003年12月から2004年8月までロシア・サラトフ市の社会・設備財政局の専門家として、2004年3月から2006年2月までは財政局で働いた。2007年にはサラトフ国立農業大学で博士号を取得した。

### 政治家
アブハジアに戻ったグンバは、2009年1月から2011年10月まで文化副大臣を、2011年10月から2014年10月まで文化大臣を務めた。2020年、大統領のアスラン・ブジャニヤによって副大統領に任命された。 
2024年11月19日、ロシアとの投資協定の締結をめぐる抗議運動の激化によりブジャニヤは大統領を辞職した。政府と野党との合意により、副大統領のグンバが大統領代行に就任した。
2025年3月に実施された大統領選挙で野党指導者のアドグル・アルジンバに勝利し、4月2日に大統領に就任した。なお、ロシアはセルゲイ・キリエンコを通じて内政干渉を行った疑惑がもたれている。ブジャニヤ大統領の辞任後に電力供給を停止し、野党指導者のロシアのパスポートを無効化して野党勢力に圧力をかけた。大統領選挙でロシアはグンバを支持した。